# Железнодорожная линия Алтайская — Бийск

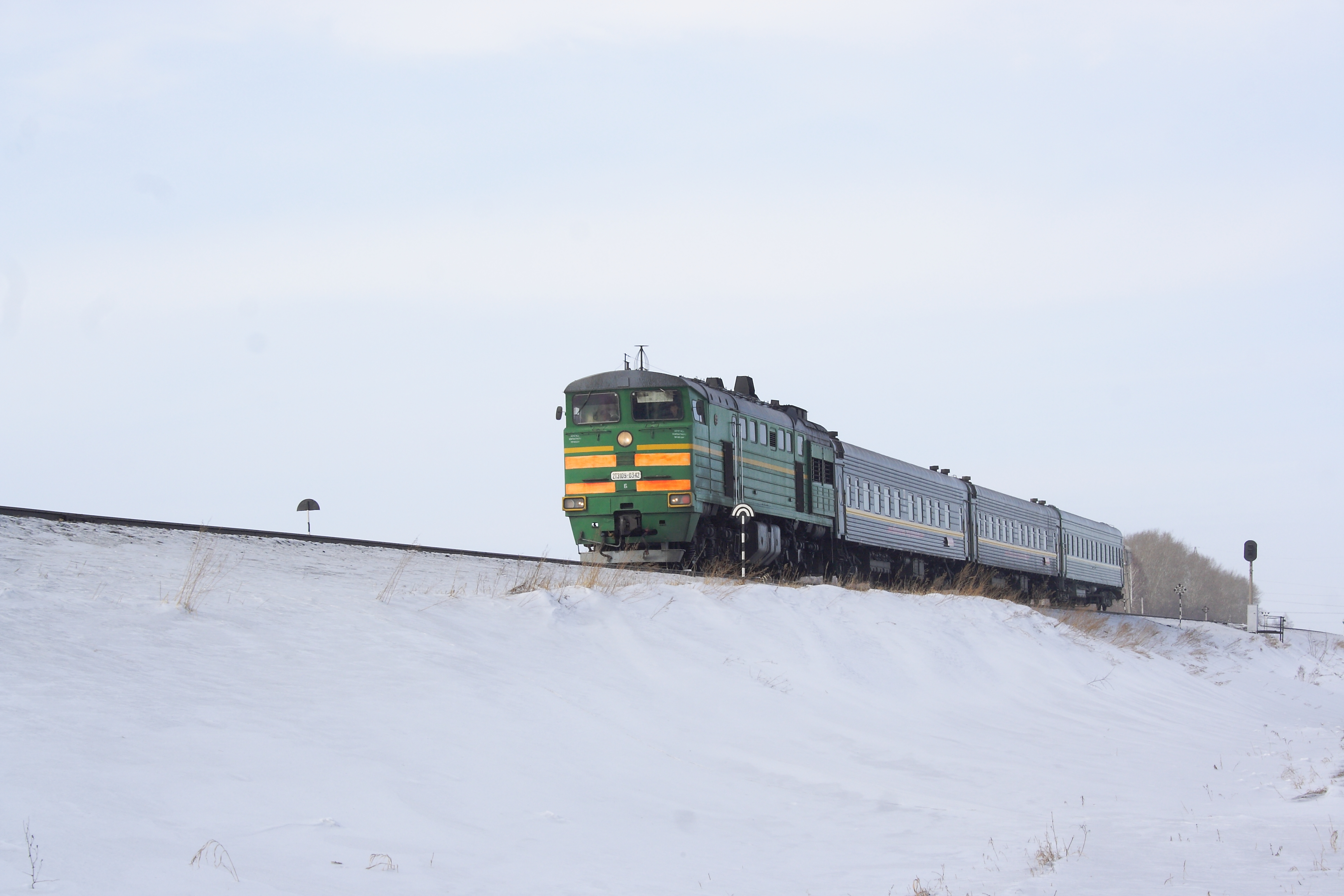
Тепловоз 2ТЭ10М со скорым пригородным поездом «Калина красная» на железнодорожной ветви Алтайская — Бийск (2011 год)

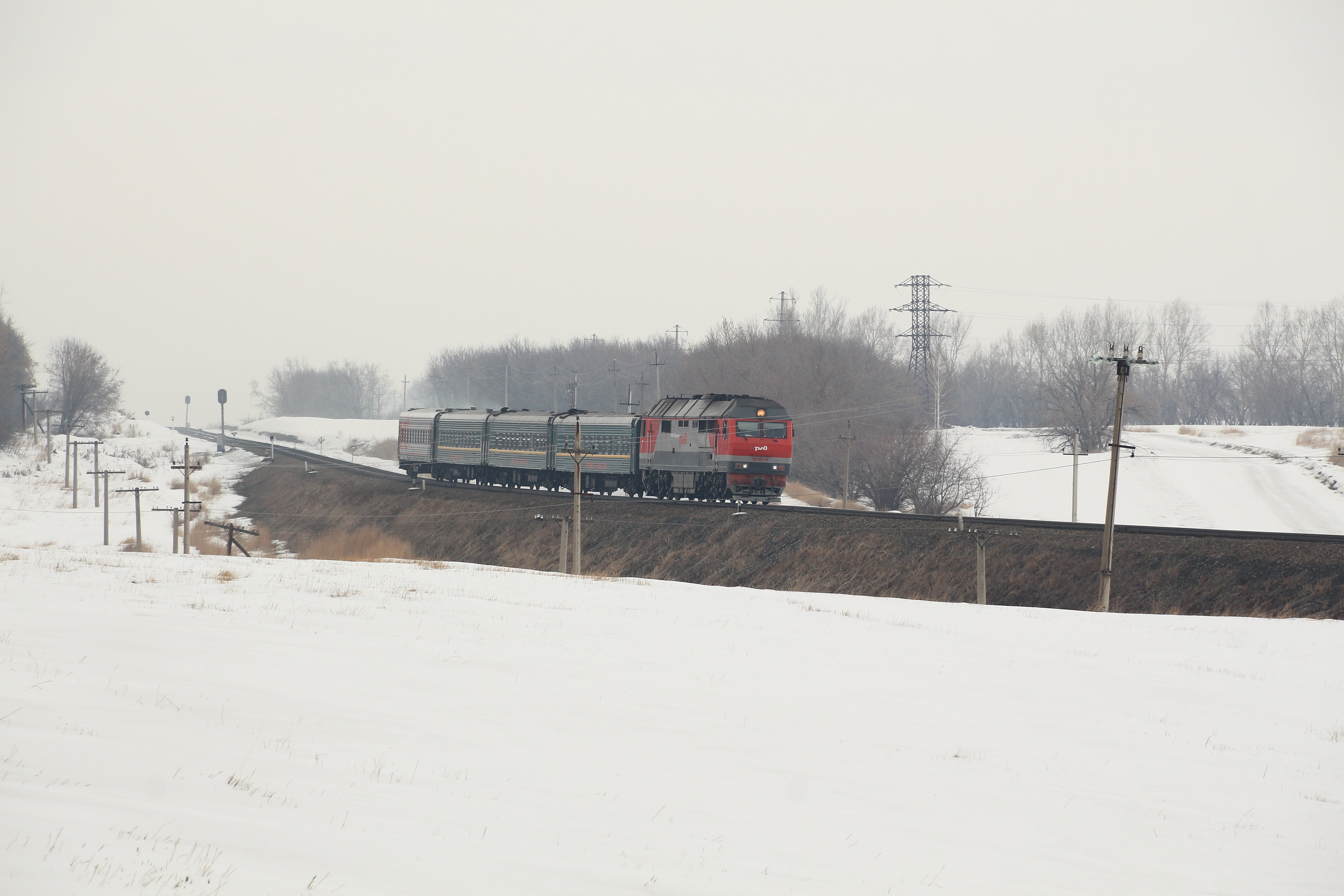
Тепловоз ТЭП70БС со скорым пригородным поездом «Калина красная» на железнодорожной ветви Алтайская — Бийск (2019 год)

Железнодорожная линия Алтайская — Бийск (историческое название Бийская ветвь) — участок железной дороги, связывающий город Бийск с Турксибом и со Среднесибирской магистралью. Однопутная и неэлектрифицированная на всём протяжении. Длина 147 километров. Отсчёт километров начинается от станции Алтайская, расположенной в  Новоалтайске.
Железная дорога проходит полностью в пределах Алтайского края через  Новоалтайск, Первомайский, Косихинский, Троицкий и Зональный районы и Бийск.
Обслуживают данный участок железнодорожные организации ПЧ-16 (ст. Алтайская) и ПМС-177 (ст. Алтайская).

## История
Строительство ветви началось в 1913 году одновременно от Бийска и от Алтайской. Сдана в эксплуатацию в 1914 году. До Великой Отечественной войны пассажирского движения на ней не было — людей возили в теплушках или в прицепных пассажирских вагонах к товарным поездам. В течение 1920-х годов были построены три ответвления к станциям Песьянка, Соколинская. В 1936 году была построена ветка Зональный — Соколово. В 1950-х годах в связи с развитием оборонной промышленности в Бийске в промышленной зоне была сооружена грузовая станция Бийского химического комбината (в настоящий момент станция Первая Заводская), к которой от станции Чемровка было выполнено ответвление. В 1990-х[уточнить] годах для нужды вывоза опасных грузов Бийского олеумного завода в обход города было сооружено ещё одно ответвление от Чемровки до станции Вторая Заводская.
Путь к станции Соколинская от Буланихи в 2000-х[уточнить] годах был разобран. Ответвление на станцию Соколово существует, но не эксплуатируется.
До Великой Отечественной войны основным типом локомотивом, работавших на ветви, были паровозы серии О. После Великой Отечественной войны, в связи с увеличившимся грузооборотом, на ветви работали более мощные паровозы серий Э и Л. Тепловозы начали работать на ветви в 1960-х годах. По состоянию на 2019 год на ветке работают грузовые тепловозы 2ТЭ10М приписки ТЧ-10 Карасук и пассажирские тепловозы ТЭП70БС приписки ТЧЭ-7 Барнаул.

## Инфраструктура
Ветвь однопутная на всём протяжении. Имеет 8 разъездов. Оборудована автоблокировкой и автоматической локомотивной сигнализацией. Имеет несколько мостов через реки Чемровка, Буланиха, Большая речка, Петровка, Бобровка, Лосиха. От станции Кузнечная до станции Косиха — бесстыковой путь.

## Станции и остановочные пункты
- Алтайская — начало ветви;
- Кузнечная — остановочный пункт, находится в Новоалтайске;
- Лосиха — разъезд, остановочный пункт;
- Баюново — станция с трёхпутным разъездом;
- Косиха — расформированная станция;
- О.п. 44 км — остановочный пункт без путевого развития;
- Овчинниково — грузовая станция с пассажирским зданием. Имеет ответвления к подъездным путям предприятий, небольшое депо для маневровых локомотивов и оборотный треугольник. Ранее здесь был пункт экипировки паровозов, инфраструктура которого (за исключением водонапорной башни) разобрана. Находится в селе Налобиха;
- Гордеево — трёхпутный разъезд с ответвлением к станции Песьянка и комбикормовому заводу;
- О.п. Петровка — остановочный пункт без путевого развития;
- Большая речка — грузовая станция с пассажирским зданием в селе Троицкое. Имеет небольшое депо для маневровых локомотивов. Ранее здесь был пункт экипировки паровозов, от которого сохранились остатки угольной эстакады, водонапорная башня, гидроколонна;
- О.п. 90 км — остановочный пункт без путевого развития;
- Загайново — разъезд, остановочный пункт;
- О.п. 101 км — остановочный пункт без путевого развития;

Карта разобранных ответвлений

- Карта разобранных ответвленийБуланиха — разъезд, пассажирское здание, ранее было ответвление к станции Соколинская;
- О.п. Уткуль — остановочный пункт, ранее имел путевое развитие;
- Зональный — грузовая станция в селе Зональном. Имеет трёхпутный разъезд, погрузочно-разгрузочные пути, депо для маневровых локомотивов. Ответвление к станции Соколово на Иткульский спиртзавод;
- О.п. Новая Чемровка — остановочный пункт с путевым развитием, которое не используется. Находится между сёлами Мирый и Новая Чемровка;
- Чемровка — грузовая станция в черте  Бийска. Имеет путевое развитие, вагонное хозяйство, погрузочно-разгрузочные пути, сортировочный парк, электрическую централизацию, множество ответвлений к промышленным предприятиям в северной и западной промышленных зонах, к пристани «Алтайавтодор» и лесоперевалочному комбинату. От этой же станции планируется строительство ответвления на станцию Майма (в Республике Алтай);
- Бийск — пассажирская станция, находится примерно в географическом центре города. Имеет пассажирский вокзал. Старое здание вокзала, построенное в 1914 году, в 2008 году было разобрано; в 2009 году построено новое современное здание. Станция имеет вагонное депо, локомотивное хозяйство, сортировочный парк. От станции проложены ответвления к предприятиям.

## Галерея станций

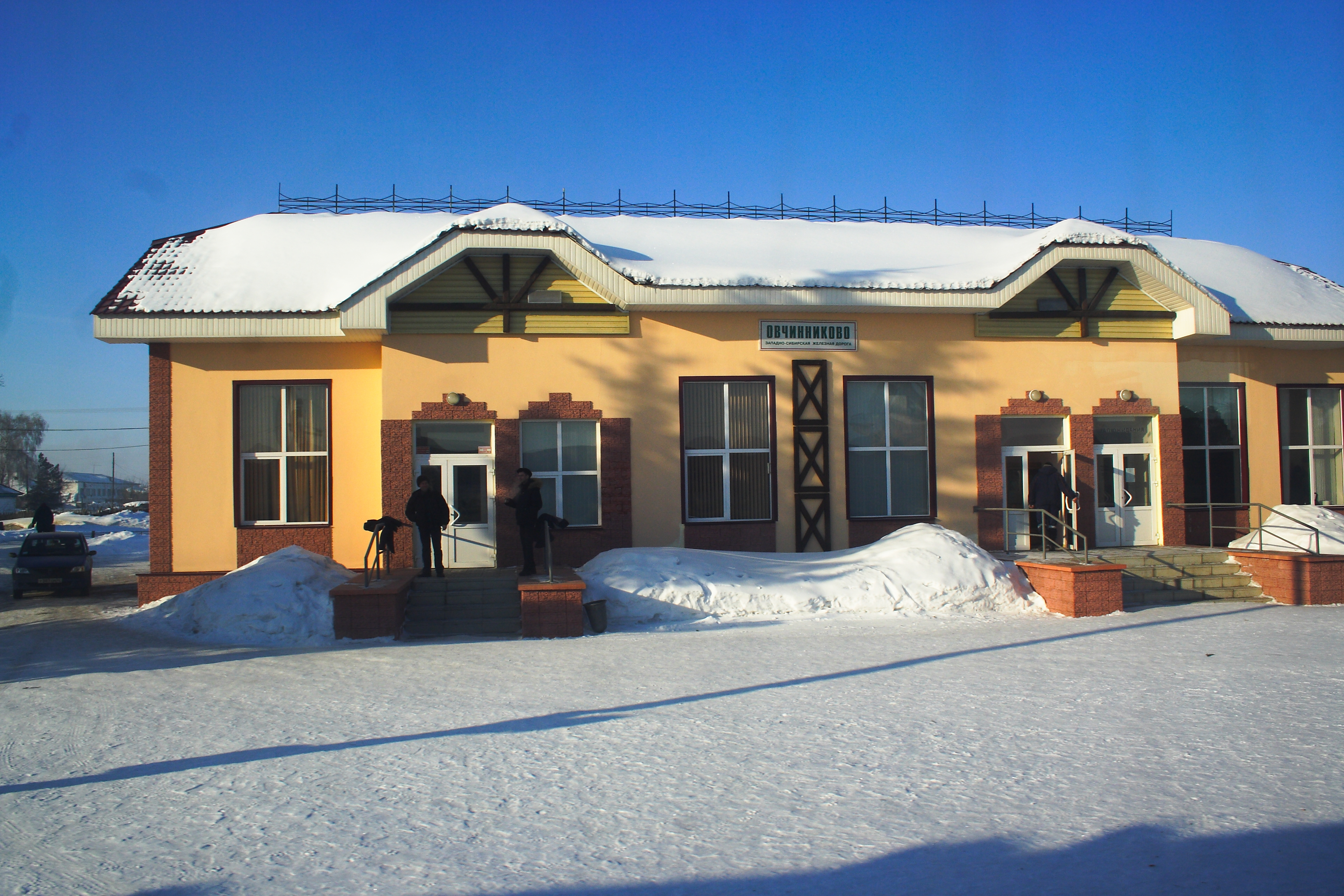
Станция Овчинниково
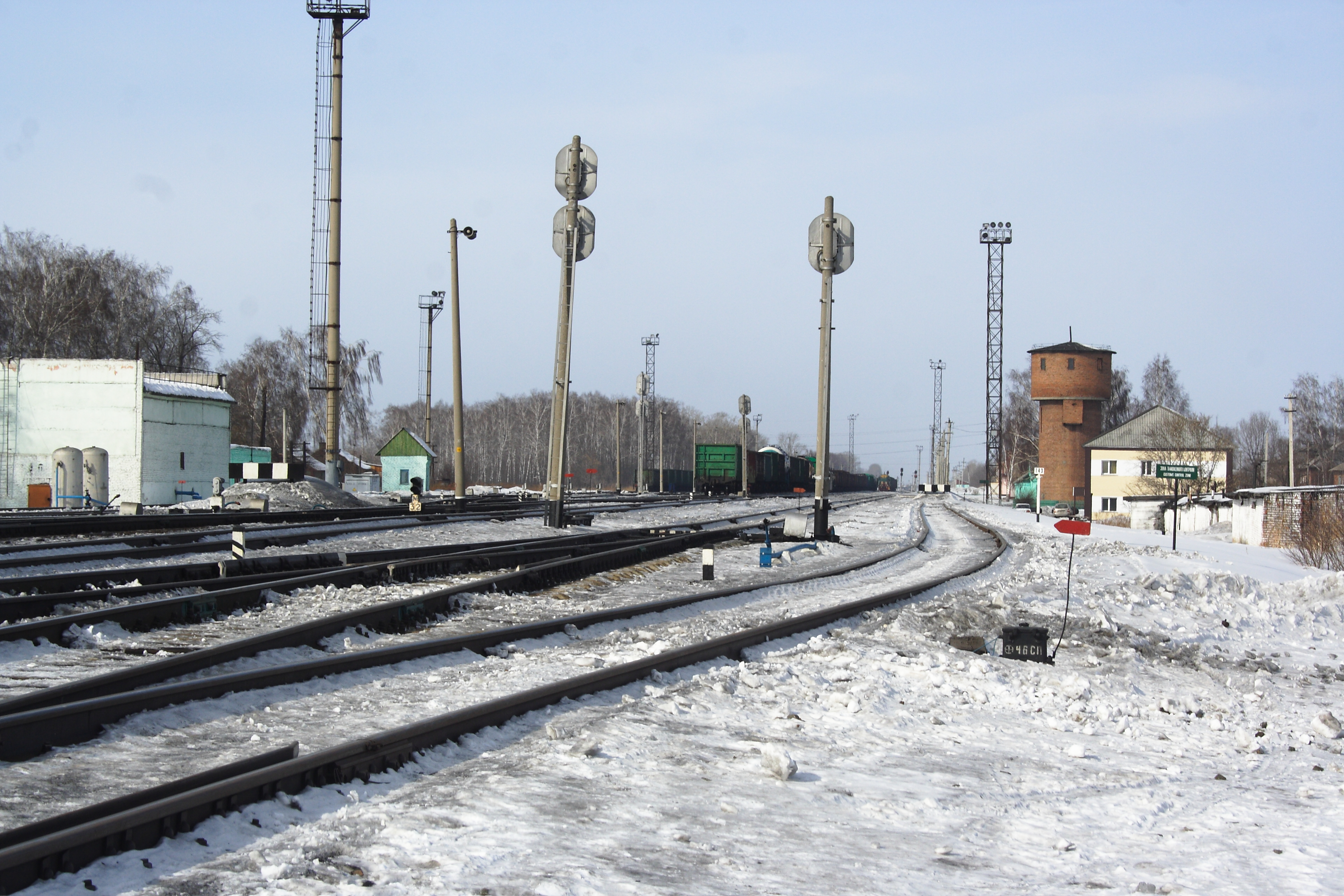
Станция Чемровка (вход на станцию со стороны Бийска)
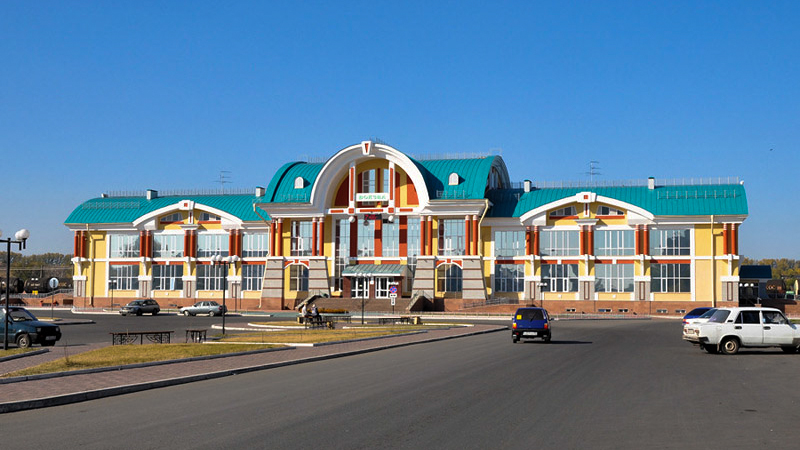
Железнодорожный вокзал станции Бийск — конечной на железнодорожной ветви

1. ↑  dailybiysk.ru/stroitelstvo-zheleznojj-dorogi-bijjsk1979/